# 国际立即行动
国际立即行动（英語：OutRight International，OutRight）是一个女同性恋、男同性恋、双性恋、跨性别、双性人和疑性恋（LGBTIQ）人权的非政府组织， 旨在解决人权暴力及针对女同性恋者、男同性恋者、双性恋者和跨性别者的虐待行为。国际立即行动在地方、地区、国家及国际层面与活动家、倡导者、媒体、非政府组织及其他盟友合作，以记录基于性取向或性别认同及表达的人权歧视和虐待行为。国际立即行动拥有聯合國經濟及社會理事會的諮商地位。

## 组织历史
「國際立即行動」舊稱「國際男女同性戀人權委員會」(International Gay and Lesbian Human Rights Commission，IGLHRC)，創立於1990年，總部設立在紐約市。
2010年，聯合國經濟及社會理事會投票通過IGLHRC獲得聯合國的NGO諮詢地位。
2015年，「國際男女同性戀人權委員會」(IGLHRC) 更名為「國際立即行動」（OutRight Action International）。
2022年，「國際立即行動」（OutRight Action International）的英文名去掉Action，簡化為OutRight International。

## 所授奖项

### 菲丽帕奖
菲丽帕奖是国际立即行动组织的年度奖项，授予那些为人权而奋斗的组织或个人。该奖项的名字是为了纪念菲丽帕·德·苏萨。
| 颁奖年份 | 获奖人 / 组织                                                                                               |
| -------- | --- |
| 2018年   | 乔治·阿兹                                                                                                   |
| 2017年   | 卡莱布·奥罗兹科                                                                                             |
| 2016年   | 彩虹光束（Arus Pelangi）                                                                                                |
| 2015年   | 切斯菲尔德·桑巴（Chesterfield Samba）                                                                                         |
| 2014年   | 同志日本新闻（Gay Japan News） 彩虹权利项目（Rainbow Rights Project） 女性支持集团（Women's Support Group）                                                          |
| 2013年   | 雅丝曼·奥兹（Yasemin Öz）等                                                                                           |
| 2012年   | 凯伦·阿塔拉                                                                                                 |
| 2011年   | 蒙古LGBT中心（Mongolian LGBT Centre）                                                                                            |
| 2010年   | 哥伦比亚同志（Colombia Diversa）                                                                                            |
| 2009年   | 黎巴嫩LGBT保护组织 蒙古LGBT中心（Mongolian LGBT Centre）                                                                         |
| 2008年   | 伊朗酷儿组织（关注伊朗的LGBT权益） 安德烈斯·里维拉·伊格纳西奥·杜阿尔特（Andrés Ignacio Rivera Duarte）                                  |
| 2007年   | 蓝色钻石协会                                                                                                |
| 2006年   | 劳达·莫科洛斯（Rauda Morcos）（关注巴勒斯坦LGBT权力活动家）                                                             |
| 2005年   | 津巴布韦男同性恋与女同性恋组织（Gay and Lesbians of Zimbabwe）                                                                          |
| 2004年   | 台湾性别人权协会                                                                                            |
| 2003年   | 洛哈娜·柏金斯（Lohana Berkins）                                                                                           |
| 2002年   | 伊丽莎白·卡维（Elizabeth Calvet）追授 玛塔·卢西亚·阿尔瓦雷斯·吉拉尔多 / 塔马·约吕康 / 阿尔巴·耐莉·蒙托亚 崔子恩 马赫·萨布里 |
| 2001年   | 旅伴与妇女支持小组（Companions on a Journey and Women's Support Group） 牙买加女同性恋、全性恋与男同性恋论坛 路易斯·戈杰（Luis Gauthier）追授                             |
| 2000年   | 德杨·内布里吉奇（Dejan Nebrigic）追授 博茨瓦纳人权中心（Ditshwanelo） 北美双性人协会 威廉·赫尔南德斯（William Hernandez）                             |
| 1999年   | 昂苗敏（Aung Myo Min） 普瑞登斯·玛布勒（Prudence Mabele） 姬丽姬丽（Kiri Kiri） / 只是朋友组织（Chingu Sai） 西蒙·恩科利追授                              |
| 1998年   | |
| 1997年   | |
| 1996年   | 不適用 |
| 1995年   | |
| 1994年   | |

## 聯合國諮商地位
2010年7月19日聯合國經濟與社會理事會（ECOSOC）在日內瓦召開會議，與會各國以23票贊成、13票反對、13票棄權、5票缺席的結果投票通過了IGLHRC成為非政府組織諮商地位的申請。 
贊成國家：阿根廷、澳大利亞、比利時、巴西、加拿大、智利、愛沙尼亞、芬蘭、法國、德國、瓜地馬拉、義大利、日本、列支敦斯登、馬爾他、挪威、秘魯、波蘭、南韓、斯洛伐克、英國、美國、烏拉圭。
反對國家：孟加拉、中華人民共和國、葛摩、埃及、馬來西亞、摩洛哥、納米比亞、尼日、巴基斯坦、俄羅斯、沙烏地阿拉伯、委內瑞拉、尚比亞。
棄權國家：巴哈馬、象牙海岸、迦納、印度、模里西斯、摩爾多瓦、蒙古、莫三比克、菲律賓、盧安達、聖克里斯多福及尼維斯、土耳其、烏克蘭。
缺席國家：剛果、喀麥隆、幾內亞比索、伊拉克、聖露西亞。